# آنا كورزينياك
آنا كورزينياك (بالبولندية: Anna Korzeniak) مواليد 16 يونيو 1988 في كراكوف، هي لاعبة كرة مضرب بولندية تلعب باليد اليمنى وتحتل حالياً المرتبة رقم. 825 (19 يناير 2015) في تصنيف رابطة محترفات كرة المضرب. أعلى تصنيف لها في الفردي كان المركز الـ 182 في سنة 2009. أعلى تصنيف لها في الزوجي كان المركز الـ 705 في سنة 2012.

## روابط خارجية
- آنا كورزينياك على موقع رابطة محترفات التنس (الإنجليزية)
- آنا كورزينياك على موقع الاتحاد الدولي لكرة المضرب (الإنجليزية)
- آنا كورزينياك على موقع إي إس بي إن.كوم (الإنجليزية)